# مجموع همه ترس‌ها
مجموع همه ترس‌ها (انگلیسی: The Sum of All Fears) فیلمی در ژانر مهیج، اکشن و تریلر سیاسی به کارگردانی فیل آلدن رابینسون است که در سال ۲۰۰۲ منتشر شد.

## بازیگران
- بن افلک
- مورگان فریمن
- جیمز کرامول
- فیلیپ بیکر هال
- آلن بیتس
- کیران هایندز
- کن جنکینس
- لیو شریبر
- بروس مک‌گیل
- کلم فیور
- بریجیت مویناهان
- ران ریفکین
- یوزف زومر
- مایکل بایرنه
- نبیل الوهابی